# 張大忠
張大忠（1537年—？），字國楨，浙江嘉興府秀水縣民籍，平湖縣人，明朝政治人物。

## 生平
嘉靖四十年（1561年）辛酉科浙江鄉試第八名舉人。嘉靖四十一年（1562年）聯捷壬戌科會試第十六名，二甲第六十六名進士。历官陕西按察司副使，萬曆三年（1575年）七月升本省粮储道左参政，五年二月调任江西，四月升本省按察使，六年八月升本省右布政使，七年八月升云南左布政使，八年四月以終养乞休归。十七年二月復除廣東左布政使，十九年剿灭广东番禺县积贼杨彦明等。

## 家族
曾祖張檑；祖父張爕；父張載道，監生。母沈氏。具庆下。